# 하리스 메두냐닌
하리스 메두냐닌 (Haris Medunjanin, 1985년 3월 8일, 사라예보 ~) 은 보스니아 헤르체고비나의 프로 축구 선수로, 현재 미국 클럽 FC 신시내티에서 미드필더로 활약하고 있다.
그는 보스니아 헤르체고비나와 네덜란드 이중 국적을 지니고 있다.

## 초기 경력
메두냐닌은 유고슬라비아 사회주의 연방 공화국 사라예보 출신이다. 1992년, 7세때 보스니아 전쟁이 발발하자, 그는 어머니와 남매들과 함께, 떠나지 못하는 아버지를 두고 네덜란드로 이민하였고, 나중에 그의 아버지는 목숨을 잃었다.

## 클럽 경력

### 네덜란드와 스페인
2005년 2월 20일, 메두냐닌은 AZ 소속으로 에레디비시에 데뷔하였으나, 3년 동안 출전 기회를 많이 잡지 못하였다. 2006-07 시즌, 그는 스파르타 로테르담으로 임대되었고, 중위권 팀에서 주축으로 활약하며 7골을 득점하였고, 팀은 리그를 13위로 마감했다.
2007-08 시즌을 보낸 후, 메두냐닌은 2008년 8월에 스페인의 레알 바야돌리드로 이적하였고, 이적 원년인 2008-09 시즌에 상대적으로 많은 출전 기회(주로 후보로)를 잡았다.

### 이스라엘과 터키
바야돌리드가 강등당한 프리메라리가 2009-10 시즌에, 그는 프리메라리가에서 기록한 5골을 모두 막판 교체 후에 기록하였고, 2010년 6월에 그는 이스라엘의 마카비 텔아비브 FC와 €1.8M의 이적료에 4년 계약을 체결하였다. 7월 15일, 그는 2-0으로 승리한 FK 모그렌과의 UEFA 유로파리그 2차 예선전 홈경기에서 신고식을 치렀으며, 득점도 기록하였다.
2012년 8월 31일, 메두냐닌은 쉬페르리그의 가지안테프스포르와 마카비에서의 임대로 계약을 체결했다. 2013-14 시즌에는 그의 영구 이적이 확정되었다.

### 스페인 복귀
2014년 8월 12일, 메디컬 테스트 통과 후, 자유 이적 신분이었던 메두냐닌은 데포르티보 라코루냐에 합류하였다.

## 국가대표팀
메두냐닌은 2006년 UEFA U-21 축구 선수권 대회 우승을 거둔 네덜란드 U-21 국가대표팀의 주역들 중 하나였다. 그 다음해, 그는 네덜란드에서 열리는 2007년 대회에 참가하도록 포퍼 더 한 감독에 의해 차출되었다. 네덜란드는 결승전에서 세르비아를 4-1로 완파하면서 타이틀 방어에 성공하였고, 그에 따라 베이징에서 열리는 2008년 하계 올림픽 본선 진출에 성공하였다.
2009년 인터뷰에서, 메두냐닌은 FIFA의 새 규정이 허락함에 따라 모국인 보스니아 헤르체고비나 국가대표팀이 되기를 희망하였다. 같은 해 8월, 그의 국적 변경을 위한 서류가 FIFA에 제출되었고, 2009년 10월 31일, 미로슬라프 블라체비치 국가대표팀 감독은 포르투갈과의 2010년 FIFA 월드컵 플레이오프 예선전에 그를 차출시켰다. 그는 0-1로 패한 (합계 0-2) 제니차에서의 2차전에 선발로 출전하며, 보스니아 헤르체고비나 국가대표팀 경기에 처음으로 나왔다.
2011년 9월 2일, 2-0으로 이긴 벨라루스와의 원정 경기에서 메두냐닌은 자신의 3번째 국가대항전 득점을 올렸고, 이어지는 룩셈부르크와의 홈경기 (5-0 승리) 에서도 기록하여 팀이 조 2위로 UEFA 유로 2012 예선의 플레이오프전 진출에 도움을 주었다. 2013년 6월, 팀이 10명으로 줄어 수적 열세인 상황에서도 그는 라트비아전에서 "왼발 슛으로 27m 밖에서 상단 구석에 명중시켜" 팀의 4번째 득점을 올렸고, 팀이 월드컵 예선전 조 1위를 유지하도록 도왔다.
2014년 6월 16일, 1-2로 패한 아르헨티나전에서 막판 16분을 출전하며 FIFA 월드컵 첫 경기를 마무리했다.

### 국가대표팀 득점 기록
| #  | 날짜             | 경기장                                               | 상대       | 점수 | 결과 | 대회                              |
| -- | ---------------- | ---------------------------------------------------- | ---------- | ---- | ---- | --------------------------------- |
| 1. | 2010년 11월 17일 | 슈타디온 파시엔키, 브라티슬라바, 슬로바키아          | 슬로바키아 | 3–2  | 승   | 친선경기                          |
| 2. | 2011년 6월 7일   | 빌리노 폴레, 제니차, 보스니아 헤르체고비나           | 알바니아   | 2–0  | 승   | UEFA 유로 2012 예선전             |
| 3. | 2011년 9월 2일   | 디나모 스타디움, 민스크, 벨라루스                    | 벨라루스   | 2–0  | 승   | UEFA 유로 2012 예선전             |
| 4. | 2011년 10월 7일  | 빌리노 폴레, 제니차, 보스니아 헤르체고비나           | 룩셈부르크 | 5–0  | 승   | UEFA 유로 2012 예선전             |
| 5. | 2013년 6월 7일   | 스콘토 경기장, 리가, 라트비아                        | 라트비아   | 3–0  | 5–0  | 2014년 FIFA 월드컵 유럽 지역 예선 |
| 6. | 2015년 10월 13일 | GSP 스타디움, 니코시아, 키프로스                     | 키프로스   | 1–0  | 3–2  | UEFA 유로 2016 예선               |
| 7. | 2015년 10월 13일 | GSP 스타디움, 니코시아, 키프로스                     | 키프로스   | 2−2  | 3–2  | UEFA 유로 2016 예선               |
| 8. | 2016년 9월 6일   | 빌리노 폴레, 제니차, 보스니아 헤르체고비나           | 에스토니아 | 3–0  | 5–0  | 2018년 FIFA 월드컵 유럽 지역 예선 |
| 9. | 2017년 10월 7일  | 스타디온 그르바비차, 사라예보, 보스니아 헤르체고비나 | 벨기에     | 1–1  | 3–4  | 2018년 FIFA 월드컵 유럽 지역 예선 |

## 수상

### 국가대표팀
- UEFA U-21 축구 선수권 대회: 2006, 2007

## 통계

### 클럽
2016년 2월 20일 기준
| 클럽                 | 시즌    | 리그 | 리그 | 컵   | 컵 | 유럽 | 유럽 | 합계 | 합계 |
| 클럽                 | 시즌    | 출장 | 골   | 출장 | 골 | 출장 | 골   | 출장 | 골   |
| -------------------- | ------- | ---- | ---- | ---- | -- | ---- | ---- | ---- | ---- |
| AZ                   | 2004–05 | 3    | 0    | -    | -  | -    | -    | 3    | 0    |
| AZ                   | 2005–06 | 10   | 3    | 0    | 0  | 3    | 0    | 13   | 3    |
| 스파르타 로테르담    | 2006–07 | 32   | 7    | -    | -  | -    | -    | 32   | 7    |
| AZ                   | 2007–08 | 12   | 1    | -    | -  | 2    | 0    | 14   | 1    |
| 바야돌리드           | 2008–09 | 18   | 1    | 3    | 1  | -    | -    | 21   | 2    |
| 바야돌리드           | 2009–10 | 24   | 5    | 1    | 0  | –    | –    | 25   | 5    |
| 마카비 텔 아비브     | 2010–11 | 32   | 8    | 4    | 1  | 6    | 4    | 42   | 13   |
| 마카비 텔 아비브     | 2011–12 | 14   | 1    | 3    | 2  | 9    | 1    | 26   | 4    |
| 가지안테프스포르     | 2012–13 | 30   | 4    | 3    | 0  | -    | -    | 33   | 4    |
| 가지안테프스포르     | 2013–14 | 32   | 2    | 1    | 0  | -    | -    | 33   | 2    |
| 데포르티보 라 코루냐 | 2014–15 | 24   | 2    | 1    | 0  | –    | –    | 25   | 2    |
| 데포르티보 라 코루냐 | 2015–16 | 0    | 0    | 2    | 0  | –    | –    | 2    | 0    |
| 마카비 텔 아비브     | 2015–16 | 3    | 0    | 1    | 1  | –    | –    | 4    | 1    |

### 국가대표팀
2018년 3월 27일 기준
| 보스니아 헤르체고비나 | 보스니아 헤르체고비나 | 보스니아 헤르체고비나 |
| 연도                  | 출장                  | 골                    |
| --------------------- | --------------------- | --------------------- |
| 2009                  | 1                     | 0                     |
| 2010                  | 6                     | 1                     |
| 2011                  | 11                    | 3                     |
| 2012                  | 6                     | 0                     |
| 2013                  | 9                     | 1                     |
| 2014                  | 9                     | 0                     |
| 2015                  | 6                     | 2                     |
| 2016                  | 6                     | 1                     |
| 2017                  | 2                     | 1                     |
| 2018                  | 4                     | 0                     |
| 합계                  | 60                    | 9                     |